# Chiesa della Beata Vergine Maria del Rosario (Fratta Polesine)
La chiesa della Beata Vergine Maria del Rosario è la parrocchiale patronale di Paolino, frazione del comune italiano di Fratta Polesine in provincia di Rovigo. Fu a lungo chiamata oratorio di Santa Maria del Rosario quando era la cappella gentilizia di Villa Badoer. Appartiene al vicariato di Lendinara-San Bellino della diocesi di Adria-Rovigo e la sua storia inizia nel XVI secolo. 

## Storia

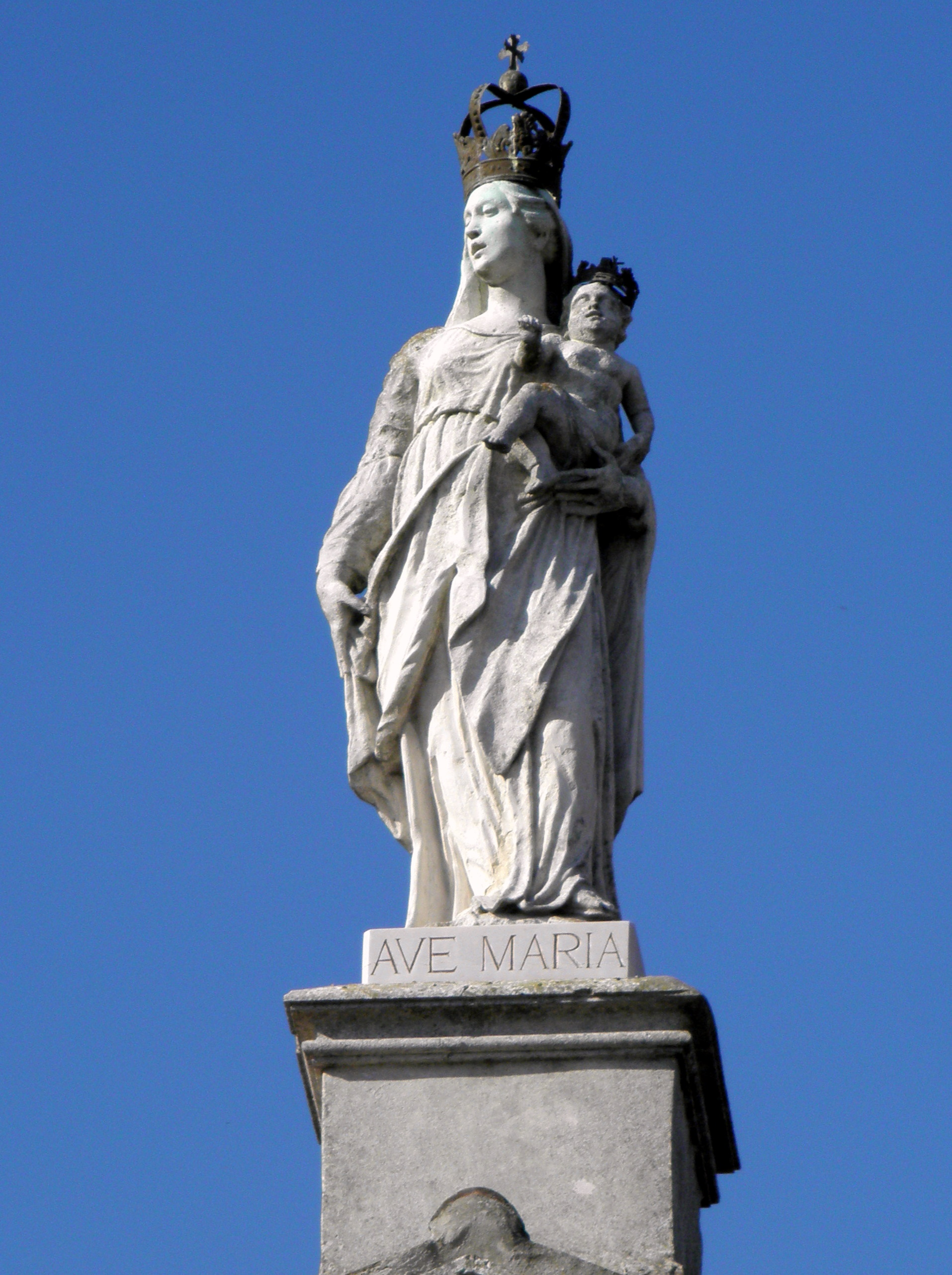
Statua raffigurante Santa Maria del Rosario posta in posizione centrale sul frontone della facciata neoclassica

La prima citazione del luogo di culto risale al	1552, quando era utilizzata come cappella gentilizia della famiglia Badoer che, a breve distanza, aveva fatto edificare villa Badoer. Nel registro parrocchiale di Fratta Polesine il piccolo luogo di culto viene ricordato assieme al palazzo Paolino e viene descritto come soggetto alla parrocchia dei Santi Pietro e Paolo che, all'epoca, rientrava nella giurisdizione ecclesiastica dell'abbazia della Vangadizza. Quando l'abate di Vangadizza, nel 1634, vi si recò in visita pastorale fece registrare negli atti solo il nome della località di Paolino. Oltre un secolo più tardi, nel 1765, vi si recò il vescovo di Adria Giovanni Francesco Mora e nella sua relazione visitale descrisse il luogo come affidato ad un cappellano e che le spese relative a tale funzione erano sostenute dalla nobile famiglia Corner. Dieci anni dopo il catasto del veneto riportò questa piccola chiesa come oratorio privato di proprietà di Caterino Corner presso Paolino (Paulin). Poco prima della fine del secolo vi si recò in visita il vescovo Arnaldo Speroni degli Alvarotti e in quel momento la chiesa risultò ben costruita, e con la facciata neoclassica ornata da tre statue poste sul frontone. Durante il secolo successivo, secondo quanto riportato anche dal catasto dell'Austria, il luogo di culto fu oggetto di vari passaggi di proprietà rientrando prima tra i beni di Marcantonio Crestani e poi tra quelli della famiglia Tasso. Con questi ultimi la chiesa rischiò di essere utilizzata per scopi diversi dal culto sino a quando fu acquistata da Leopoldo Maragno e poi, nel 1953, dotata dagli eredi alla diocesi di Adria-Rovigo. In breve tempo, già nel 1957, venne elevata a dignità di chiesa parrocchiale con dedicazione alla Beata Vergine Maria del Rosario dal vescovo Guido Maria Mazzocco e il decreto della Presidenza della Repubblica Italiananel 1958 ne riconobbe il valore anche sul piano civile.

## Descrizione

### Esterni
La chiesa si trova in posizione isolata a Paolino, frazione di Fratta Polesine in provincia di Rovigo. Mostra orientamento verso nord e la facciata a capanna in stile neoclassico palladiano è caratterizzata da quattro grandi lesene di ordine ionico che reggono il frontone timpanato triangolare con tre statue, in posizione centrale ed agli estremi, che raffigurano la Madonna e due Angeli. Il portale di accesso è architravato con piccolo frontone curvilineo. La facciata è completata da due nicchie, poste ai lati del portale, in posizione mediana. Nei prospetti laterali sono poste finestre a lunetta. La copertura del tetto a due falde è in coppi di laterizio. La torre campanaria si trova in posizione arretrata sulla destra. La cella campanaria si apre con quattro finestre a monofora ed è sormontata dalla cuspide a forma di cipolla ottagonale.

### Interni
la navata interna è unica con copertura data da volta a specchio. Il presbiterio è leggermente rialzato. L'adeguamento liturgico è stato realizzato tra il 1970 e il 1980 con la posa della mensa rivolta al popolo in marmo bianco conservando l'altare maggiore storico.